# Odontocarya duckei
Odontocarya duckei är en tvåhjärtbladig växtart som beskrevs av Rupert Charles Barneby. Odontocarya duckei ingår i släktet Odontocarya och familjen Menispermaceae. Inga underarter finns listade i Catalogue of Life.